# 日系人とグローバリゼーション : 北米, 南米, 日本
『日系人とグローバリゼーション：北米、南米、日本』（原題:New Worlds, New Lives: Globalization and People of Japanese Descent in the Americas and from Latin America in Japan）とは、レイン・リョウ・ヒラバヤシ、ジェイムズ・A・ヒラバヤシ、アケミ・キクムラ=ヤノの3名により編纂された日系人に関する学術書籍である。日本では2006年に人文書院から刊行されているが、原題『New Worlds, New Lives(ISBN 978-0804744621)』は2002年にアメリカ合衆国のスタンフォード大学出版局より刊行された。
日系アメリカ人の人類学者3名により編纂された本書は、全米日系人博物館の国際日系人研究プロジェクトにて製作された。同プロジェクトでは『アメリカ大陸日系人百科事典(Encyclopedia of Japanese Descendants in the Americas:An Illustrated History of the Nikkei)』も製作され、この2冊は姉妹編となっている。この書籍は、個々の経験事例の大がかりな理論的考察をその事例自体と共に扱っている。

## 概要
『日系人とグローバリゼーション』は、主に日本（沖縄含む）からの移民で生まれた日系人のアイデンティティにおけるグローバリゼーションの影響を論じている。この日系人の議論には、ボリビア、ブラジル、カナダ、パラグアイ、ペルー、アメリカ合衆国からのものや、日本に住む日系人の出稼ぎなども含まれる。グローバリゼーションが日系人コミュニティにどんな影響を及ぼしているのか理解するためには、日本と、現地国と、日系人コミュニティ全体を「第三者的視点」で捉える必要があると編集者らは主張する。本書によると「三者の枠組み」とは、日本、受け入れ国、受け入れ国と日本とを繋ぐ民族組織を調査して、同時に日系人の民族的アイデンティティの再構築および維持を調査することを意味している。『Journal of International Migration and Integration』のヨシダ・ヨーコは「この本から得られる最大の見識は、受け入れ社会との関係で民族集団を見るだけでは、移民経験のダイナミクスと文化的アイデンティティの折衝の全貌を捉えることができないということ」だと書いた。オックスフォード大学の竹中歩は、この本の章が「それらの関係にもグローバル化の影響にも言及していない」と論じた。
この本は、グローバリゼーションによって起こりうる5つの結末を考察している。それは日系人のアイデンティティを高めるかもしれず、日系人のアイデンティティを侵食するかもしれず、言われたようなアイデンティティーに目に見える影響はないかもしれず、ヨシダが主張するように「グローバル意識」を創ることで日系人アイデンティティーの顕現が減るかもしれず、新たな「ハイブリッド」のアイデンティティを確立することで日系人のアイデンティティ低減の指針を生み出すかもしれない。ヨシダは、この本の編集者が「出てきた成果を完全に解き明かせずに終わっており、それは本書を通してグローバリゼーションが一貫して概念化されていないためだ」と書いた。
章のうち半分は彼ら独自のケーススタディを挙げているだけで、他には何も言及していない。カリフォルニア大学ロサンゼルス校のジョゼ・C・モヤは、これらの章では、結果的にこれが「移住や民族に関する広範な文献に携われずにいる人たちの中にある種のパロキアリズム」を生み出すと主張する。カリフォルニア大学バークレー校の山中啓子は、この本が出版される以前は、南米の日本人に関する英語での情報が不足しており、多くの情報がスペイン語、ポルトガル語、日本語で公開されていたものの、アングロフォン（英語話者）には読めなかったと書いている。

## 内容
本書は20章に分かれていて、18の記事が含まれている。著者18人のうち17人が日本人または日系人である。この本の議論は第2部と第3部に提示されている。日系人のアイデンティティの形成および形成阻害の問題が第2部と第3部で示されており、ヨシダはこれが「それらセクションを形成する興味深い手法」だと論じた。
山中は、大半の章でそのトピックについて一般的な議論があるも、長さは短いと書いている。ヴァンダービルト大学の五十嵐惠邦は、章の平均的な長さが16ページと短いことから、この小論は「評論というよりも百科事典のように読める」と主張した。竹中はいずれにしても「大半の章がアイデンティティの結合と分離のいくつかの側面を扱っているようなので」トピックまたは地理的領域によって章が編成されるべきだと論じている。この本は国別の境界に沿ってその術語体系をまとめたものだ、と五十嵐は書いた。
ペルーを議論する4つの章がある。ある章は、1899年からアルベルト・フジモリの支配までをカバーする日系ペルー人の歴史を記している。別の章では、1989年に実施されたペルーの日本人世論調査と1998年調査の両方を比較、対照している。
ブラジル、ハワイ、ガーデナ (カリフォルニア州)の3つの場所における日本の政治的エンパワーメントの活動について議論する小論がある。
この本では、コスモポリタン、ハイブリッド、国境を越えたアイデンティティの形成を議論するセクションもある。シアトル大学のロバート・エファードは、タケザワ・ユウコとアラキ・マコトの小論は「日系」の境界とは何かを調査したものだ、と述べている。

### 第1部
第1部は「グローバル化と日系人アイデンティティの形成」である。ここには2つの章が含まれており、その序論に東栄一郎(en)による第1部への導入がある。
ハルミ・ベフはこの第1章「グローバルに拡散する日本人・日系人の歴史とその多様性」を執筆し、歴史的背景の中に日本人移民を置いている。この章は、15世紀から21世紀にかけての日本人移民の概要である。この章では、日本政府が人口増の圧力を緩和するために1870年以降に移民を奨励し、これらの移民に対して日本政府が非情な態度で接していたと確信するとベフは論じている。日本の移民政策は国際社会における際立った地位を獲得するという国家の要望から重大な影響を受けた、とベフは確信している。
ベフは日本の移民プロセスの推移を、近代以前、近代、第二次世界大戦後の3段階に分類している。ベフは日本人移民を8つのグループ（近代前の移民、第二次大戦前の移民、第二次大戦後の移民、戦争花嫁、多国籍企業の従業員とその家族、外国人と結婚した日本人、そして五十嵐曰く「日本に見捨てられた者たち」）に分類した。ベフは、国際的な経済・政治的構造との関係で日系コミュニティの発展を検証することが、それらを理解する最良の方法だと信じている。これにヨシダは「にもかかわらず、本書の残りの部分ではこのテーマの首尾一貫した明示的な言質が欠けており、グローバリゼーションの概念が様々な研究で異なって使用されている」と書いた。
第1部の第2章は「日系人アイデンティティに及ぼすグローバル化の影響」と題され、編集者3名が執筆している。

### 第2部
「日系人アイデンティティの形成」と題された第2部は、アイデンティティの維持および普及を意味する日系人アイデンティティーの「形成」について論じている。第2部は「コミュニティ形成と連携」「民族再生の政治：教育と表明」という2つの副題に分かれた8つの章がある。第2部の序論はロイド・イヌイが執筆した。
副題1で、ジェフリー・レッサーは「ハイフンを探して- ブラジル国民としてのアイデンティティをめぐる苦闘と日系人」を執筆した。この章は、ブラジルのナショナリズムとブラジルの移民集団のアイデンティティ政治との相互作用について論じている。レッサーの章は、出稼ぎが日本とブラジル双方にて外国人として認識されてくるにつれて、日系ブラジル人がその世界社会における場所を見つけようとする試みを書き留めたものである。副題1の他の章には「｢ララ」- 救援物資と北米の日系人」著:飯野正子、「ペルーの日系人アイデンティティの形成に関する一考察- 一世と二世の場合」著:ラウル・アラキ、「日系人コミュニティ形成の苦悩- ボリビア・サンタクルス地方の研究」著:雨宮和子がある。雨宮の章は、彼らの歴史を祝うサンタクルス県の日本人コミュニティの取り組みについて論じている。
副題2の章には「｢東は東、西は西」？日米関係のなかの第二世日本語教育問題　一九○○―九四○年」著:粂井輝子、「パラグアイにおける日系人の日本語教育- 日本の教育システムと移住地への影響」著:エミ・カサマツ、「社会政治学的観点からみたペルーの日系人像」著:アメリア・モリモト、「権力への道- エスニシティから見た日系人に特有な政治的伝統の出現」著:レイン・リョウ・ヒラバヤシがある。
ヨシダは「第2部で記述された大半の文献には、グローバリゼーションとその効果というテーマへの具体的な関連性がないことが分かった」と書いている。

### 第3部
「日系人アイデンティティの形成阻害」と題された第3部は、グローバリゼーションに起因する日系人アイデンティティの形成阻害について論じている。第3部は「ジェンダーとアイデンティティ」「出稼ぎ現象」「新興のアイデンティティ」という3つの副題に分かれた9つの章がある。序論はリチャード・コサキが執筆した。
副題1に「私は女性、私は男性、私は日系人- ペルーの日系人コミュニティにおけるジェンダーの象徴的構築」著:ドリス・モロミサト・ミアサトがある。ミアサトの章は日系ペルー人コミュニティにおけるジェンダーの役割について論じている。ミアサトは、日系ブラジル人のコミュニティの家父長制パターンが同コミュニティに存在する女性の意見を隠しており、県人会を含む多くの日系ペルー人団体にもそれが見られると主張した。別の章では、階級、国籍、人種という観点からペルーと米国の日系人コミュニティの形成を比較して対比している。加えて、この副題には「ジェンダー克服としての海外移住- カナダにおける近年の日本人移民女性の動向」著:オードリー・コバヤシがある。最近カナダに移住した日本人女性が記したこの章は、ミアサトと同様の結論を述べている。五十嵐は、両方のエッセイが日系コミュニティにおける女性の重要性を示していると主張する。次の章は「チズカ・ヤマザキの描く映像世界- 人種、ジェンダー、エスニシティ、アイデンティティ」著:ナオミ・ホキ・モニース。この章では、ブラジルの映像制作者チズカ・ヤマザキについて論じている。
副題2の最初は「日系ブラジル人のデカセギ現象- 経済学的視点から」著:エジソン・モリで、次が「日本におけるブラジル人就労者問題とその子女の教育について」著:二宮正人である。この章は、日本に住む日系ラテンアメリカ人の子供たちと、彼らの日本の教育制度における問題について触れている。3番目の記事が「日本人を祖先とするアルゼンチン人の日本への移住」著:マルセーロ・Ｇ・ヒガである。
副題3の最初は「マイノリティとマジョリティのせめぎあい- ペルーとアメリカ合衆国における日系人の例」著:スティーヴン・マサミ・ロップ、次が「WUBと「オキナワ・ディアスポラ」-「オキナワ」・「日系人」という視点から」著:新垣誠。この章は沖縄に特化したアイデンティティに関する議論で 、世界的な沖縄視点を作るための学術会議やビジネス会議や組織について記録している。3番目の記事が「｢外国人」としての日系人-「多文化共生」をめざす震災後の神戸のなかで」著:竹沢泰子。阪神・淡路大震災に対する市民の対応について論じている。
ヨシダは、第2部と比較して「第3部の章は、日系コミュニティがグローバリゼーションの影響を受けていることをより説得力をもって示している」と書いた。

### 第4部
結論部は、本書の編集者3名が書いた「回顧と展望」である。この章で編集者らは、本書の一番の関心事は日本民族の個々の体験ではなく、むしろ日本の民族コミュニティの概念が「民族再生」にあることだ、と書いている。

## 評判
米海軍学校のダニエル・M・マスターソンは、この本の編集者は「同著の日本移民研究分野への重要な貢献について称賛されるべきだ」と主張している。
モヤは、本書は 「賞賛に値する労力」 ではあるが、ある意味で 「概念的な緩み」があり、著者が全ての日系人グループに対して同じ統計を収集・使用しなかったために各国の日系人を比較することができなくなっている、と指摘した。モヤは「本書はこのジャーナルの読者にとっては興味深いものを豊富に含んでいる」と結論付けた。
エファードは「日系人の学生や学者にとって不可欠な書物」のみならず「民族的アイデンティティーの不測の事態において教訓（入門書）になる」と述べている。主な弱点として「日系人と他の民族間との国際結婚の増加にはほとんど注意を払っていない」ことも論じている。
五十嵐は、本書の編集者が日本民族やその最近の学術的議論に関する百科事典を作ることには成功したものの、この資料は「残念ながら、断片的な情報発表のために大部分が使用できない」と指摘して「この収集内容の魅力は、日系人読者のほんの一握りに限られる」と論じている。五十嵐は、本書が包括的資料を作成することで「日系人の境界」を「再確認」してはいるものの、情報量が多いため本書にある事例を分析するのは困難である、と書いた。